# Batalla d'Elasa
La batalla d'Elasa es va lliurar entre els exèrcits jueu i selèucida durant la revolta dels Macabeus contra l'imperi Selèucida. La escaramussa va acabar amb la derrota de les forces dels macabeus, superades en nombre i la caiguda del líder jueu Judes Macabeu. Tot i la derrota i la consegüent presa de Jerusalem pels selèucides, els germans de Judes Macabeu van continuar la seva revolta contra els selèucides i finalment van tenir èxit a expulsar les forces selèucides de la regió i establir un regne independent.

## Antecedents
En 160 aC el rei selèucida Demetri, en campanya a l'est, va deixar el seu general  Bàquides el govern de la part occidental de l'imperi. Bàquides va conduir un exèrcit de 20.000 soldats d'infanteria i 2.000 de cavalleria a Judea amb la intenció de reconquistar el recentment proclamat regne dels asmoneus.
El general selèucida Bàquides va marxar precipitadament a través de Judea després de dur a terme una matança a Galilea. Ràpidament va arribar a Jerusalem, assetjant la ciutat i atrapant a l'interior Judes Macabeu, líder espiritual i militar de Judea.
El primer llibre dels Macabeus registra que l'exèrcit de Judes consistia en 3.000 homes que tenien terror a una força tan gran, i que dos terços d'ells van fugir del camp de batalla, deixant Judes amb només 800 o 1.000 soldats (I Macabeus, i Flavi Josep respectivament). Judes va animar als seus homes restants i es va disposar a rebre l'exèrcit selèucida en el terreny aspre al voltant de Jerusalem.

## Batalla
En gran manera superats en nombre, Judes Macabeu va ignorar la infanteria selèucida que havia desplegat en moviment lent i formació de falanges inflexibles, en lloc de llançar-ho tot en un atac contra el mateix Bàquides, que va formar part de l'esquadra de cavalleria selèucida en el flanc dret de l'exèrcit. Van tenir èxit en l'enrutament ràpid de la cavalleria de Bàquides, qui va fugir als turons escarpats que envolten a Jerusalem, perseguit aferrissadament pels jueus. Mentrestant, el flanc esquerre de la cavalleria selèucida havia cavalcat per reunir-se amb el flanc dret, i en fer-ho va envoltar i va lluitar contra els jueus als turons. La infanteria selèucida podia o no haver guanyat. Si ho hagués atacat, tot i ser incapaç d'implementar adequadament la formació de falanges a causa del terreny i no ser entrenats ni equipats adequadament per al combat individual de mà a mà, potser haurien aconseguit guanyar la batalla fàcilment pel simple pes del nombre. Finalment Judes va morir i els jueus restants van fugir.
Betzalel Bar Kochva, un historiador israelià, creu que els jueus haurien tingut un nombre igual als selèucides en aquesta batalla, que la retirada Bàquides era fingida per tal d'atraure Judes a una posició vulnerable, i que les falanges selèucides s'haurien mogut millor que les falanges de Judea en una batalla a gran escala.

## Conseqüències
Els selèucides havien reafirmat la seva autoritat temporalment a Jerusalem, però els germans de Judes, primer Jonatan i després Simó seguiren atacant els selèucides, lluitant novament contra Bàquides en batalles posteriors. Finalment, després d'alguns anys més de guerra, sota la direcció dels germans de Judes i la derrota de Bàquides diverses vegades per Jonatan i després Simó, el control selèucida sobre Judea es va trencar. Els descendents de Simó van establir la dinastia dels asmoneus, que duraria fins al 37 aC, succeït per Herodes convertit en vassall de l'Imperi Romà.